# رينزمي كولن
رينزمي كولن (بالإنجليزية: Renesmee Cullen)‏ هي شخصية خيالية وهي شبه بطلة سلسلة الغسق للكاتبة ستيفاني ماير. سلسلة الغسق، المتكونة من الروايات الغسق، قمر جديد، كسوف الشمس والفجر المكسور، تروى أساسا من وجهة نظر بيلا.
بعد ماتزوجت بيلا (والدة رينيمي) إدوارد كولن (والد رينيمي)، ذهبا لقضاء شهر العسل في جزيرة في البرازيل وتكتشف فجأة بأنها حامل وتعود الاسرة بسرعة وأيضاً تكتشف أن الجنين الذي ببطنها ينمو ويكبر بسرعة وكاد ان يقتل بيلا واراد إدوارد ان تجهض الحمل فرفضت بيلا.
بعد ولادة رينيمي تطابقت مع جيكوب بلاك أي وقع في حبها، وهي طفلة مصاصة دماء.